# Cratere Kramarov
Kramarov è un cratere lunare di 21,05 km situato nella parte sud-orientale della faccia nascosta della Luna.